# La Costa de Dalt
La Costa de Dalt és un mas a l'oest del nucli de Maçanet de Cabrenys (l'Alt Empordà) catalogat a l'Inventari del Patrimoni Arquitectònic de Catalunya. Edifici del segle xix situat a gairebé un quilòmetre del poble. És un mas que ha estat restaurat recentment, al qual se li ha alçat el teulat, fet que podem veure per l'arremolinat a la façana. Aquest mas és un edifici de planta rectangular, de planta baixa, pis i golfes amb teulat a dues vessants a la major part de la construcció, exceptuant alguna coberta a una vessant en algun dels cossos del mas. La façana principal destaca per tenir una gran terrassa suportada en un tram per dues voltes. Aquesta façana no segueix una línia sinó que un part està més avanada que l'altra. Les obertures són totes carreuades amb carreus força ben escairats, fet que es manté a tota la construcció. En una de les façanes laterals destaca una llinda amb la data 1860, i l'altre element que crida l'atenció són els diferents alçats de les teulades. Pel que fa a l'altra façana lateral, cal dir que aquesta disposa d'una escala que porta a la planta pis, suportada per un porxo, amb la volta carreuada i rebaixada.